# Automolis bipartita
Automolis bipartita là một loài bướm đêm thuộc phân họ Arctiinae, họ Erebidae.